# Konfessionsbild (St.-Johannis-Kirche Schweinfurt)

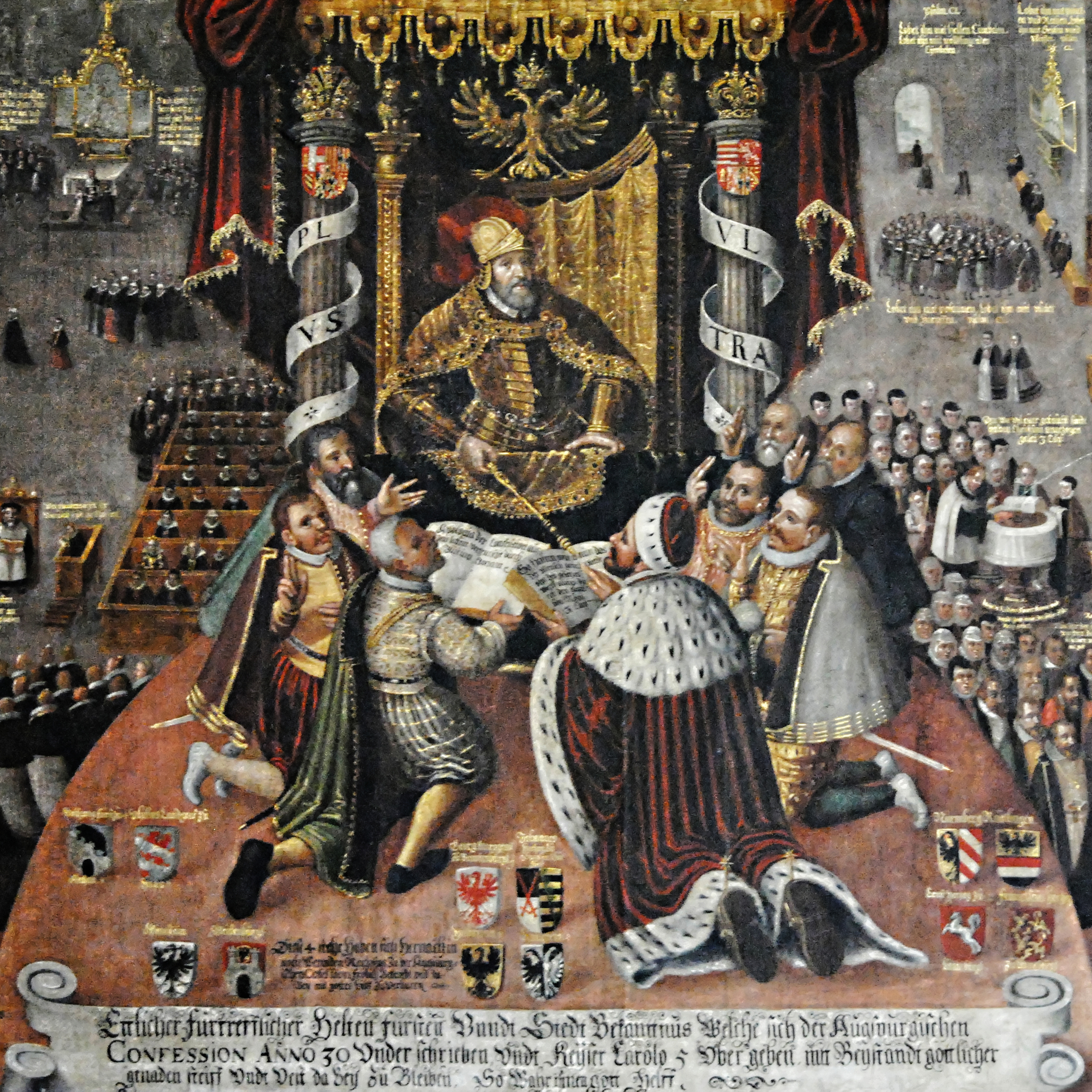
Die Mitte des Konfessionsbildes

Das Konfessionsbild in der St.-Johannis-Kirche in Schweinfurt ist das älteste seiner Art in Süddeutschland. Es zeigt die Übergabe der Confessio Augustana durch die evangelischen Reichsstände im Jahr 1530. Es befindet sich im Herrenchor im Norden der Kirche und füllt dort die Westwand aus.

## Geschichte
Das Ölgemälde entstand am Ende des 16. Jahrhunderts, die anderen bekannten gleichartigen Bilder wurden alle im 17. Jahrhundert geschaffen. Es zeigt die Überreichung der Augsburger Konfession und die damit verbundene Rechtmäßigkeit der lutherischen Lehre. Der Künstler ist unbekannt. Ähnliche Bilder existieren in Bad Windsheim, Mögeldorf, Kasendorf, Weißenburg, Kulmbach, Helmstedt, Eisenach, Waldenburg, Coburg und in Form eines Kupferstichs von Johannes Dürr. Das Eisenacher und das Kasendorfer Bild sind Kopien des Schweinfurter Originals.

## Beschreibung

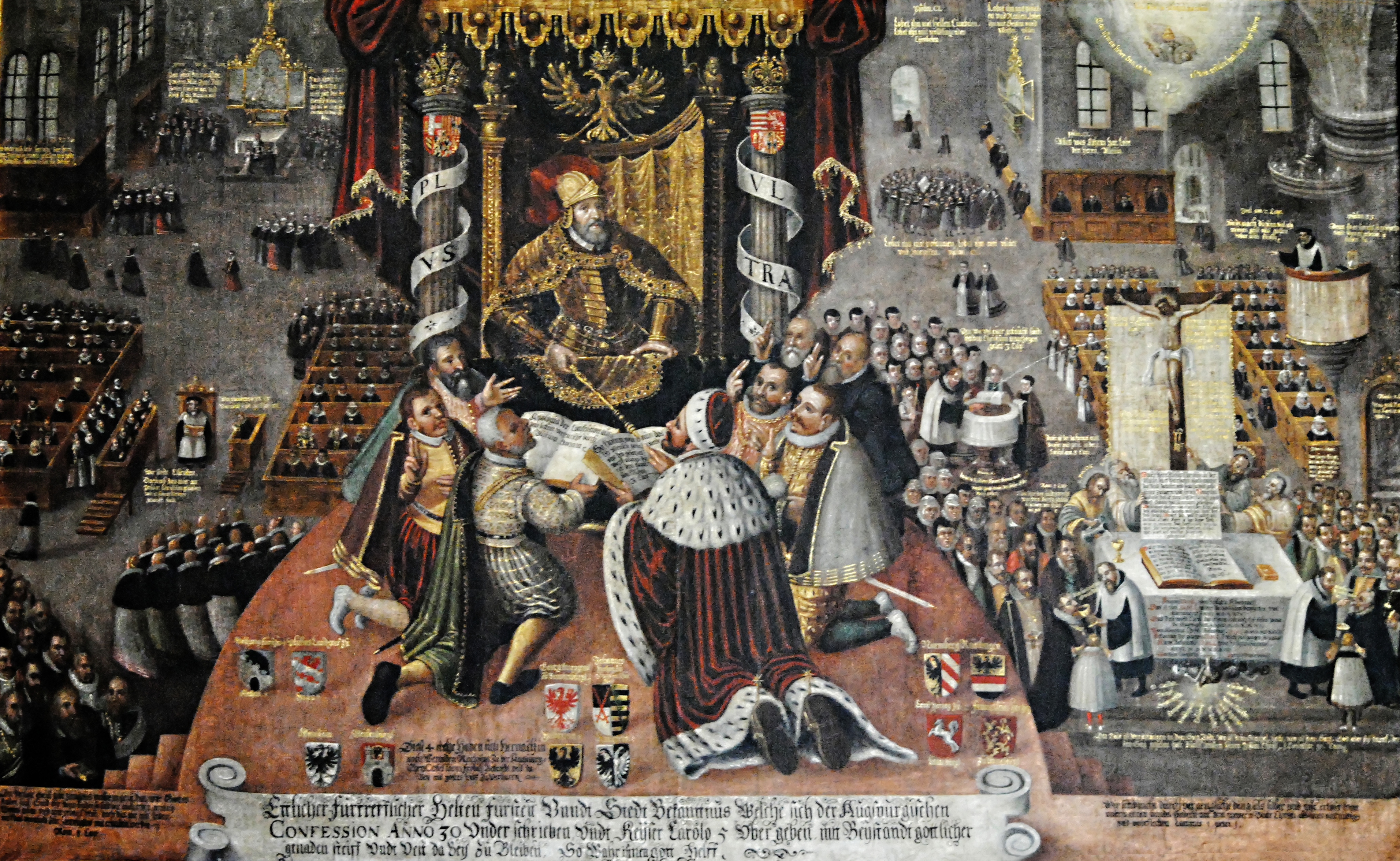
Das gesamte Konfessionsbild

Das Gemälde ist 231 cm × 143 cm groß. Es ist in drei Teile gegliedert und bildet über 500 Personen ab. Die Bildkomposition wird durch mehrere goldgefasste Bibelzitate aufgelockert. Ein schwerer schwarzer Rahmen begrenzt das Ölbild.

### Bildmitte
Der untere Bereich des Bildes wird von Inschriften beherrscht. In der Bildmitte steht: „Ettlicher Fürtrefflicher Helten Fürsten Bundt Stedt Bekanntnus Welche sich der Augspurgischen/ Confession Anno 30 Underschrieben undt Keyser Carolo 5 übergeben mit Beystandt göttlicher/ genaden steiff Undt Vest daBey Zu Bleiben. So Wahr ihnen Gott Helff.“
Ein Podest nimmt die Mitte des Bildes fast vollständig ein. Drei Stufen führen auf beiden Seiten hinauf. Kaiser Karl V. thront im Zentrum hinter einer Balustrade. Er trägt einen goldenen Helm, einen Mantel und einen prunkvollen Harnisch. Eine Goldborte verziert den Umhang. Ein Überwurf an der Balustrade greift diesen Saum auf. Der Kaiser wendet seinen Blick leicht nach links. Sein Zepter in der rechten Hand ruht mit der Spitze auf einem aufgeschlagenen Buch. Mit der linken Hand umgreift er die Balustrade. Ein Baldachin, der mit Portieren und einer goldenen Schabracke verziert ist, ragt hinter ihm auf.
Das Gesicht Karls hat Porträtähnlichkeit und ist einem Tiziangemälde aus dem Jahr 1548 entlehnt. Die exakten heraldischen Attribute zeichnen das Bild aus. Begrenzt ist der kaiserliche Baldachin durch die beiden Säulen des Herkules, die zwei unterschiedliche Kronen tragen. Zwei umhüllende Stoffbahnen sind mit dem Wahlspruch „PLVS/ VLTRA“ bestickt. Unter den Kronen erkennt man die Wappen der Gebiete, die Karl beherrscht. Hinter dem Kaiser erhebt sich der Doppeladler.
Unterhalb des Kaisers knien acht lutherische Reichsfürsten. Unter ihnen befinden sich ihre Wappen in Zweiergruppen, daneben die Wappen der Städte Windsheim, Weißenburg, Heilbronn und Kempten, die zum neuen Bekenntnis übertraten. Dies wird in einer Inschrift zwischen den Wappen genannt: „Diese 4 Städte haben sich hernach in noch werdendem Reichstag zu der Augsburgischen Confession fröhlich bekannt, um dabei mit Gottes Hilfe zu verharren.“
Die Reichsfürsten stellen von links nach rechts dar: Wolfgang, Fürst zu Anhalt, er trägt einen Vollbart und graues Haar. Sein Nebenmann, der schwörende Philipp, Landgraf zu Hessen, schaut als einziger den Betrachter an. Er ist allerdings nur durch sein Wappen identifizierbar. Als weißhaariger Mann ist Georg, Markgraf zu Brandenburg-Ansbach-Kulmbach dargestellt, mit einem Buch, das die Aufschrift „Apologia der Confession, aus dem Latein verdeutscht durch Justum Jonam“ trägt.
Vor dem Kaiser, im Hermelinmantel und mit dem Kurhut bekrönt, erkennt man Kurfürst Johann, Herzog von Sachsen. Auch er trägt ein Buch, auf dem die Zeilen „So halten wir es nun, daß der Mensch gerecht werde ohne des Gesetzes Werke allein durch den Glauben. Römer 3. Cap.“ stehen. Ihm folgen links die Brüder Ernst und Ludwig, Herzöge von Lüneburg. Die Vertreter der Städte Nürnberg und Reutlingen sind schwarzgekleidet.

### Rechte Bildseite
Die rechte Bildseite zeigt die wichtigsten Elemente des lutherischen Gottesdiensts die einen größeren Raum ausfüllen. Dargestellt sind die Taufe, das Abendmahl, die Predigt und der Kirchengesang.

#### Taufe
Der gekreuzigte Jesus nimmt die zentrale Stelle auf der Seite ein. Links von ihm steht der weißbehängte Taufstein. Das Sakrament der Taufe wird durch eine feine goldene Linie unterstrichen, die die Wunden des Gekreuzigten mit dem Täufling verbindet. Ein Geistlicher segnet das Kind. Gevatterin, Vater und ein kleiner Junge umringen den Stein. Alle tragen wichtige Elemente der Taufe in ihrer Hand.
Der Sockel des Taufsteins trägt die Inschrift „Math. 10. Lasset die Kindlein zu mir kommen und wehret ihnen nicht, denn solcher ist das Reich Gottes“, daneben steht die Zeile „Dieser ist der da kommt mit Wasser und Geist in der 1. Epistel am 3. Cap.“. Ein dritter Bibelspruch über der Taufgemeinde lautet: „Denn wie viel euer getauft sind, haben Christum angezogen. Galater 3. Cap.“

#### Abendmahl
Das Abendmahl wird in beiderlei Gestalt gezeigt und unterstreicht damit den lutherischen Charakter des Bildes. Viele Schriftworte umgeben den Szene. Am Bildrand steht: „Wir sind nicht durch vergängliche Dinge, als Silber und Gold, erlöset von unserem eigenen Wandel, sondern mit dem teueren Blute Christi als eines unschuldigen und unbefleckten Lammes. 1. Petri 1.“ Weiter oben folgt auf der Altarstufe: „Der Tod ist verschlungen in den Sieg. Tod, wo ist dein Stachel? Hölle, wo ist dein Sieg? Gott aber sei Dank, der uns den Sieg gegeben hat durch unseren Herren Jesum Christ. 1. Cor. 15. Cap. 1.“
Auf dem Altar, der die Szene beherrscht, liegen Kelch, Hostienbüchse und die Bibel. Ein Blutstrahl vom Kruzifix füllt den Kelch. Der Apostel Paulus steht mit einer Kanne daneben. Matthäus, neben ihm, hält die die Tafel mit den Einsetzungsworten nach oben: „Unser Herr Jesus Christus, in der Nacht, da er verraten ward, nahm er das Brot, dankte und brach's, und gab es seinen Jüngern und sprach: Nehmet hin und esset, das ist mein Leib, der für euch gegeben wird. Solches tut zu meinem Gedächtnis. Desselbigen gleichen nahm er auch den Kelch nach dem Abendmahl, dankte und gab ihnen den und sprach: Nehmet hin und trinket alle daraus: Dieser Kelch ist das neue Testament in meinem Blut, das für euch vergossen wird zur Vergebung der Sünden; solches tut, so oft ihr's trinket, zu meinem Gedächtnis.“
Neben der Tafel stehen die Evangelisten Markus und Lukas. Markus zeigt auf zwei Schlüssel zu Füßen des Gekreuzigten. Die aufgeschlagene Bibel zeigt das Vaterunser, zwei Geistliche teien das Abendmahl an die Umstehenden aus. Sie sprechen die Einsetzungsworte: „Nehmet hin und trinket, das ist mein Blut“ (rechts) und „Nehmet hin und esset, das ist mein Leib“ (links). Das weiße Tischtuch des Altars ist mit Schriften Martin Luthers besetzt. Sie repräsentieren die anderen evangelischen Lehren. Unter dem Tisch befinden sich mehrere Gerippe und ein Bockfuß. Einige wichtige Vertreter sind sternförmig um die Gerippe genannt: „D. Carlstadt, Zwingel, Schwenckfeldt, Campanus, Ecolumpadt, Calvinus, Theodor Betzer, Müntzer, Wiedertäufer, Papst Erzketzer, Und ihr Vetter der Teufel.“
Die Kreuzquerbalken sind mit weißen Tüchern bedeckt mit goldenen Bibelzitate. Auf der linken Seite liest man „Siehe, das ist Gottes Lamm, welches der Welt Sünde trägt. Joh. am 1. Cap.“, „Das Blut Jesu Christi macht uns rein von allen Sünden,“ auf der rechten Seite: „Fürwahr, er trug unsere Krankheit und lud auf sich unsere Schmerzen. Jes. 53.“ und „Also hat Gott die Welt geliebt, daß er seinen eingeborenen Sohn gab, auf daß alle, die an ihn glauben, nicht verloren werden, sondern das ewige Leben haben.“

#### Predigt
Am äußersten rechten Rand des Bildes predigt ein Pfarrer im weißen Chorhemd auf einer Kanzel. Seitlich befindet sich eine Kanzeluhr mit den Bibelzitate „Joel am 2. Cap. Und nach diesem will ich meinen Geist ausgießen über alles Fleisch“. Hinter dem Prediger steht der Spruch: „Psalm 33. Denn so er spricht, so geschieht’s und so er gebeut, so steht’s da“ und an der Vorderseite der Kirchenbänke: „Johannes 6. Cap. Wer zu mir kommt, den wird nicht hungern, und wer an mich glaubt, den wird auch nicht dürsten.“ Daneben liegt ein Buch.

#### Kirchenmusik
Im Hintergrund des Bildes stehen Sänger im Kreis um ihren Dirigenten. Sie tragen Instrumente, der Dirigent hat ein Notenblatt in dr Hand. An der rechten Wand hängt eine Orgel. Mehrere Bibelzitate beziehen sich auf das Gotteslob: „Psalm C.L. Lobet ihn mit hellen Zimbeln, lobet ihn mit vollklingenden Zymbelen“, „Lobet ihn mit Pauken und Reigen, lobet ihn mit Seyten und Pfeifen. Psalm C.L.“ Unterhalb des Chores folgen die Sprüche „Lobet ihn mit Posaunen, lobet ihn mit Psalter und Harfen. Psalm C.L.“ und „Psalm C.L. Alles was Atem hat, lobet den Herrn, Alleluja.“
Im Hintergrund erscheinen weit geöffnete Kirchentüren. Menschen strömen aus einer anderen Kirche, von der man lediglich das Portal erkennt, in die erste. Damit soll die Anziehungskraft der lutherischen Kirche dargestellt werden. Gottvater schwebt mit einer Lichtgloriole über der Szenerie. Er trägt das Spruchband: „Dies ist mein lieber Sohn an dem ich Wohlgefallen habe. Den sollt ihr hören.“ Auch in der Gloriole erscheint ein Spruch: „Gloria in excelsis deo“ (Ehre sei Gott in der Höhe).

### Linke Bildseite
Auf der linken Bildseite ist den drei dargestellten Gottesdienstelementen weniger Raum eingeräumt, da sich daneben noch mehrere Würdenträger des Reiches im Vordergrund befinden.

#### Katechismusunterricht
Der Bildrand ist wieder mit einem Bibelzitat versehen: „Der heilige Geist gibt Zeugnis unserm Geist, daß wir Gottes Kinder sind. Sind wir denn Kinder, so sind wir auch Erben, nämlich Gottes Erben und Miterben Christi. Doch daß wir mitleiden, auf daß wir auch zur Herrlichkeit miterhoben werden. Römer 8. Cap.“ Darüber stehen die Würdenträger, nach rechts gewandt, gefolgt von einer Gruppe von Frauen, die ihre Blicke auf die Mitte des Bildteils richten.
Dort sitzt ein Geistlicher auf einem Sessel. Ein Buch liegt aufgeschlagen auf seinem Schoss. Linker Hand befinden sich einige Personen, die der Geistliche fragt: „Wess Glaubens seid ihr? Warum seid ihr Christen?“ Eine Antwort erfolgt. „Wir sind Christen darum, daß wir an Jesum Christum glauben und in seinem Namen getauft sind.“ Mehrere Katechismusprüflinge befinden sich hinter den Befragten.

#### Beichte
Weiter im Hintergrund wird die Beichte abgenommen. Zwei Gruppen und mehrere Einzelpersonen haben den Blick nach links gerichtet. Dort befindet sich ein Gestühl an der Wand mit zwei dunkel gewandeten Personen. Ein Bibelzitat lautet: „Hesekiel 33. Cap. So wahr ich lebe, spricht der Herr, habe ich keinen Gefallen am Tode des Gottlosen, sondern daß er sich bekehre.“ Offene Beichtstühle entsprechen der lutherischen Regel, da dort die Beichte öffentlich ist.

#### Trauung
Ganz hinten, bereits an der Kirchenwand, steht ein Flügelaltar. Ein Brautpaar wird von einem Geistlichen getraut. Mehrere Gäste umgeben die Szene. Zwei Bibelzitate neben dem Altar lauten: „Genes. am 2. Cap. Gott schuf den Menschen, ihm zum Bilde, zum Bilde Gottes schuf er ihn und schuf sie ein Männlein und ein Fräulein“ und „Genes. am 2. Cap. Und Gott der Herr sprach, es ist nicht gut, daß der Mensch allein sei. Ich will ihm eine Gehilfin machen, die um ihn sei.“ Zwei schemenhafte Zeichnungen an der Kirchenwand darüber stellen wohl Mann und Frau dar.